# Pepper X
Le Pepper X est un piment, développé par la PuckerButt Co. Classé à 3 180 000 dans l'échelle de Scoville (10e degré, classé explosif dans la version simplifiée), il est devenu en 2023 le piment le plus fort au monde, dépassant le Carolina Reaper dans le Livre Guinness des records  (le Carolina Reaper avait lui-même dépassé le Trinidad Scorpion « Buch T » en 2013). Son créateur, « Smokin » Ed Currie, a aussi créé une sauce avec, s'appelant « the last dab ».